# Accrochage de 2021 entre l'Afghanistan et l'Iran
 (décembre 2021).
Si vous disposez d'ouvrages ou d'articles de référence ou si vous connaissez des sites web de qualité traitant du thème abordé ici, merci de compléter l'article en donnant les références utiles à sa vérifiabilité et en les liant à la section « Notes et références ».
Conséquences du conflit afghan
Un accrochage entre l'Afghanistan et l'Iran est survenu le 1er décembre 2021 lorsqu'un affrontement armé a eu lieu entre les gardes-frontières (en) iraniens et les talibans sur la frontière entre l'Afghanistan et l'Iran. L'affrontement a pris fin tard dans la journée après que les deux parties sont parvenus à un accord. Les deux parties disent que l'affrontement est dû à un « malentendu » et aucune des deux parties n'a signalé de victimes.

## Contexte
Dans le passé, les relations entre la République islamique d'Iran, une théocratie chiite, et l'émirat islamique d'Afghanistan, dont le gouvernement est dominé par des fondamentalistes sunnites appartenant aux talibans, ont toujours été très volatiles. Lors du premier gouvernement taliban d'Afghanistan, un journaliste iranien et dix diplomates du consulat iranien de Mazâr-e Charîf ont été exécutés par des membres du Sipah-e Sahaba,. Cela a conduit à une mobilisation militaire de l'Iran, qui a été résolue avec la médiation des Nations unies. Pendant l'invasion américaine de l'Afghanistan en 2001, l' Iran a coopéré avec les forces américaines et les forces spéciales iraniennes ont soutenu l'Alliance du Nord lors de l'insurrection d'Hérat.
Cependant, plus tard, l'Iran a amélioré ses relations avec les talibans. Les États-Unis et le gouvernement afghan soutenu par les États-Unis ont accusé l'Iran de fournir des sanctuaires et un soutien matériel aux talibans. En 2010, un officier iranien appartenant à la Force Al-Qods a été capturé par les forces de l'OTAN en Afghanistan. L'officier capturé a été qualifié de "facilitateur clé des armes des talibans" par le porte-parole de l'OTAN. En 2017, le gouvernement afghan soutenu par les États-Unis avait accusé l'Iran d'aider directement les talibans dans leur offensive contre les forces gouvernementales afghanes dans l'ouest de l'Afghanistan et avait tenté de détruire un barrage dans la province d'Herat. L'Iran a nié les accusations de soutien aux talibans.
Après la prise de contrôle de l'Afghanistan par les talibans, l'Iran a maintenu de bonnes relations et des contacts étroits avec le nouveau gouvernement taliban en Afghanistan.

## Affrontement
L'affrontement entre les gardes-frontières des deux pays est survenu près de la frontière afghano-iranienne le 1er décembre 2021. L'affrontement a été décrit comme le résultat d'un « malentendu » entre les gardes-frontières des deux pays. L'agence de presse Tasnim, un média iranien lié au CGRI, affirme que l'affrontement a commencé après que les forces talibanes ont ouvert le feu sur des agriculteurs iraniens pensant que les agriculteurs ont violé la frontière, ce qui a incité les soldats iraniens à intervenir. Le site d'information Fars, un autre média iranien qui a également des liens avec les pasdarans, n'a fait aucune mention des talibans, affirmant que les passeurs pourraient être en faute. Le site d'information a également déclaré qu'il n'y avait eu aucune victime et que la région était désormais calme. Plus tard dans la même journée, le porte-parole du ministère iranien des Affaires étrangères, Saeed Khatibzadeh, a déclaré dans un communiqué qu'un « malentendu entre résidents frontaliers » avait provoqué les combats, sans nommer les talibans. L'agence de presse Tasnim a également rejeté le rapport selon lequel les talibans auraient capturé un poste frontière appartenant aux gardes-frontières iraniens.
Le porte-parole des talibans, Zabihullah Mujahid, a également déclaré qu'« un malentendu au niveau local » avait déclenché l'accrochage entre les gardes-frontières de deux pays. Mujahid a également ajouté que « la situation est désormais sous contrôle avec la compréhension des deux parties » et que les dirigeants talibans de la région ont reçu les « instructions nécessaires » pour empêcher que de tels malentendus ne se reproduisent. Les talibans n'ont également signalé aucune victime de leur côté.